# リトアニア市民同盟
リトアニア市民同盟（リトアニア語: Lietuvos piliečių aljansas、略称: LPA）は、リトアニアの政党。

## 歴史
1996年、ヴァレリイ・トレトヤコフらが中心となりリトアニア少数民族同盟（リトアニア語: Lietuvos tautinių mažumų aljansas）が設立された。同年8月14日、司法省にて登録を行った。1997年、トレトヤコフは「トンネルの先に光が見えない」として同党を離党。同年、リトアニア少数民族同盟はリトアニア市民同盟に改称され、メチスロヴァス・ヴァシュコヴィチュスが党首となった。
1997年地方選挙で、ヴィサギナスで9議席、ヴィリニュス市で10議席、クライペダで7議席、シャルチニンカイで1議席を獲得した。しかし2000年になると、ヴィサギナスで3議席を獲得するにとどまった。2000年の選挙での敗北を機に党内の分裂が始まり、党首のヴァシュコヴィチュスが離党する結果となった。その後はヴィアチェスラフ・シュキルが党首を務めたが、後に彼は同党を離れ、労働党に移った。
2005年、リトアニア市民連合（リトアニア語: Lietuvos piliečių sąjunga）に改称し、ヘンリカス・ジュカウスカスが党首となった。2006年、労働党の議員数名が加わり、市民民主党となった。